# Paulskirche

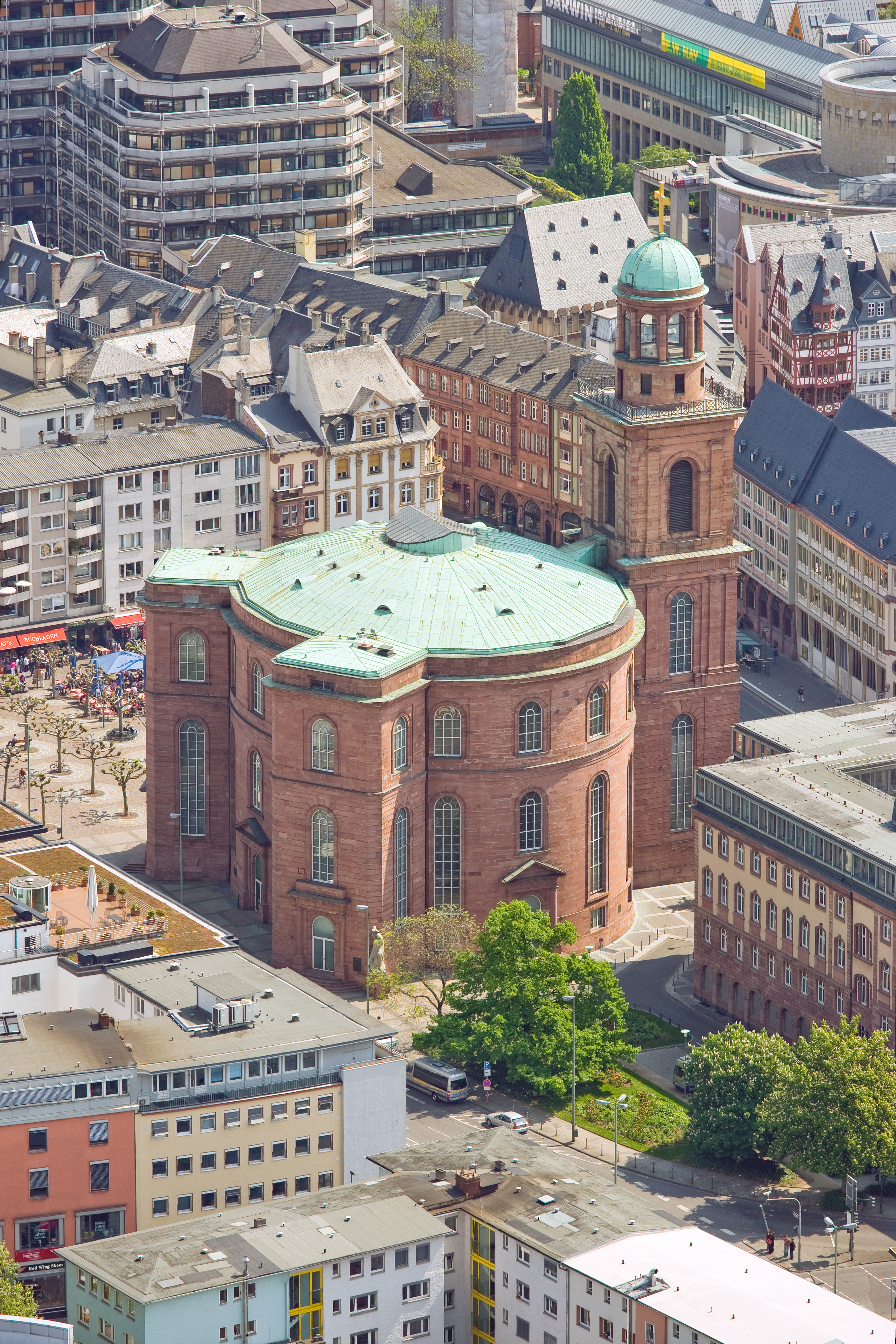
O Paulskirche visto da Main Tower

A Igreja de São Paulo (em alemão:  Paulskirche) é uma igreja situada em Paulsplatz, no centro antigo da cidade Alemã de Frankfurt am Main, ficando entre o centro novo e o rio Main.
A Paulskirche foi construída entre os anos de 1789 e 1833.
Foi usada como igreja protestante até a primeira reunião do chamado Vorparlament em alemão, sendo retomada como centro de reuniões religiosas em 1852.
Na Segunda Guerra Mundial, a Paulskirche foi completamente destruída pelos Aliados, juntamente com todo o centro antigo de Frankfurt, restando somente alguns fragmentos das construções medievais e as paredes frontais que atualmente é cartão postal de Frankfurt am Main chamado de "Römer", onde também funciona a prefeitura de Frankfurt am Main.